# ألان دوبي
ألان دوبي (بالإنجليزية: Alan Dobie)‏ هو ممثل بريطاني، ولد في 2 يونيو 1932.

## وصلات خارجية
- ألان دوبي على موقع IMDb (الإنجليزية)
- ألان دوبي على موقع قاعدة بيانات برودواي على الإنترنت (الإنجليزية)
- ألان دوبي على موقع قاعدة بيانات الفيلم (الإنجليزية)